# Campeonato da Sérvia de Ciclismo Contrarrelógio
Os Campeonatos da Sérvia de Ciclismo em Estrada foram criados no ano 2000. De 2000 a 2002, baixo o nome de Campeonatos da Jugoslávia de Ciclismo em Estrada, após 2003 a 2006, Campeonatos da Sérvia e Montenegro de Ciclismo em Estrada. De 2000 a 2006, os ciclistas sérvio e montenegrinos podem disputar. A partir do 2007, a corrida centra-se unicamente nos ciclistas de Sérvia.

## Palmarés

### Campeonato da Jugoslávia / Sérvia e Montenegro
| Ano  | Campeão              | Segundo           | Terceiro          |
| 2000 | Aleksandar Nikačević | Goran Simić       | Dragomir Zivković |
| 2001 | Mikoš Rnjaković      | Goran Simić       | Mico Brković      |
| 2002 |                      |                   |                   |
| 2003 | Mikoš Rnjaković      | Ivan Stević       | Nebojša Jovanović |
| 2004 | Mikoš Rnjaković      | Nebojša Jovanović | Žolt Der          |
| 2005 | Žolt Der             | Esad Hasanović    | Mikoš Rnjaković   |
| 2006 | Žolt Der             | Nebojša Jovanović | Goran Smelcerović |

### Campeonato da Sérvia
| Ano  | Campeão        | Segundo           | Terceiro            |
| 2007 | Esad Hasanović | Žolt Der          | Goran Smelcerović   |
| 2008 | Esad Hasanović | Žolt Der          | Dragan Spasić       |
| 2009 | Žolt Der       | Esad Hasanović    | Dragan Spasić       |
| 2010 | Esad Hasanović | Nikola Stefanović | Milanko Petrović    |
| 2011 | Žolt Der       | Esad Hasanović    | Nikola Stefanović   |
| 2012 | Ivan Stević    | Nikola Kozomara   | Esad Hasanović      |
| 2013 | Esad Hasanović | Gabor Kasa        | Miloš Borisavljevic |
| 2014 | Gabor Kasa     | Ivan Stević       | Marko Danilović     |
| 2015 | Gabor Kasa     | Jovan Rajkovic    | Zoltan Cipak        |
| 2016 | Dušan Rajović  | Dušan Kalaba      | Stefan Stefanović   |
| 2017 | Dušan Rajović  | Stefan Stefanović | Stevan Klisurić     |
| 2018 | Veljko Stojnić | Ognjen Ilic       | Andrej Galović      |
| 2019 | Ognjen Ilić    | Veljko Stojnić    | Stevan Klisurić     |
| 2020 | Veljko Stojnić | Ognjen Ilić       | Dušan Veselinović   |
| 2021 | Ognjen Ilić    | Stevan Klisurić   | Stefan Stefanović   |
| 2022 | Dušan Rajović  | Ognjen Ilić       | Veljko Stojnić      |